# Neptosternus annettae
Neptosternus annettae är en skalbaggsart som beskrevs av Lars Hendrich och Michael Balke 2000. Neptosternus annettae ingår i släktet Neptosternus och familjen dykare. Inga underarter finns listade i Catalogue of Life.